# Internet Explorer 5
Pour un article plus général, voir Internet Explorer.
Chronologie des versions
Internet Explorer 4 Internet Explorer 6
Internet Explorer 5 (abrégé IE5) est la cinquième version majeure d'Internet Explorer, un navigateur web développé par Microsoft pour les systèmes d'exploitation Windows et Unix. Il est sorti le 18 mars 1999.
Il est l'un des principaux participants à la première guerre des navigateurs notamment contre Netscape Navigator.

## Améliorations et nouveautés
- Page Web, complète[2]
- Archive Web[2]
- Codage de langue[2]
- Volet d'exploration Historique (Nouvelles options)[2]
- Volet d'exploration Rechercher[2]
- Favoris (Disponible hors-connexion)[2]
- Fonction Saisie semi-automatique[2]
- Barre d'outils Radio de Windows[2]
- Possibilité de définir un éditeur HTML par défaut[2]
- Utilitaire de réparation[2]
- Dossiers de base Web et FTP[2]
- Sites autorisés[2]
- Intégration de Hotmail[2]

## Plateformes supportées
- Windows versions 32-bit, incluant Windows 95, Windows 98, Windows NT version 4.0, et Windows 2000[3]
- Windows versions 16-bit, incluant Windows version 3.1, Windows for Workgroups version 3.11, et Windows NT version 3.51[3]
- UNIX, incluant Sun Solaris 2.5.1, Sun Solaris 2.6, et Hewlett Packard HP-UX[3]

Note : Bien que Windows NT version 3.51 est sous plateforme 32-bit, il ne fonctionne qu'avec la version 16-bit d'Internet Explorer.

## Historique des versions
| Version majeure | Version mineure | Date de sortie   | Changements significatifs                                                          | Livré avec                  |
| --------------- | --------------- | ---------------- | ---------------------------------------------------------------------------------- | --------------------------- |
| Version 5       | 5.0 Beta 1      | 2 juin 1998      | Support CSS2 amélioré.                                                             |                             |
| Version 5       | 5.0 Beta 2      | 15 novembre 1998 | Support de texte bi-directionnel, de caractère ruby, XML/XSL et de propriétés CSS. |                             |
| Version 5       | 5.0             | 18 mars 1999     | Version finale. Dernière version supportée sous Windows 3.1x et Windows NT 3.x.    | Windows 98 SE               |
| Version 5       | 5.01            | 8 novembre 1999  | Correction de bugs. Support terminé le 13 juillet 2010.                            | Windows 2000                |
| Version 5       | 5.5 Beta 1      | 25 décembre 1999 | Support d'encore plus de propriétés CSS. Support des frames.                       |                             |
| Version 5       | 5.5             | 8 juillet 2000   | Version finale. Dernière version supportée sous Windows 95.                        | Windows ME                  |
| Version 5       | 5.6             | 18 août 2000     | Unique version sous Windows Whistler (XP) beta.                                    | Windows Whistler build 2257 |

- Mac OS :
  - Version 5.0 : 27 mars 2000
  - Version 5.1 : 18 décembre 2001
  - Version 5.1.4 : 16 avril 2002
  - Version 5.1.5 : 5 juillet 2002
  - Version 5.1.6 : 25 septembre 2002
  - Version 5.1.7 : juillet 2003
- Mac OS X :
  - Version 5 : 15 mai 2000 sorti avec Mac OS X DP4
  - Version 5.1.1 : 23 mai 2001
  - Version 5.1.2 : 25 septembre 2001 sorti avec Mac OS X 10.1
  - Version 5.1.3 : octobre 2001
  - Version 5.2 : 17 juin 2002
  - Version 5.2.1 : 5 juillet 2002
  - Version 5.2.2 : 25 septembre 2002
  - Version 5.2.3 : 16 juin 2003

## Configuration système (PC)
- Internet Explorer 5.0 pour systèmes Windows 32-bit[4]
  - Configuration minimale : 486DX/66 MHz ou plus, Windows 95/98, 12 Mo de RAM, 56 Mo d'espace disque[4].
  - Taille : 37 Mo[4]

- Internet Explorer 5.0 pour systèmes Windows 16-bit[4]
  - Configuration minimale : 486DX ou plus, Windows 3.1 ou NT 3.51, 12 Mo de RAM pour installation du navigateur seul[4] (16 Mo de RAM si utilisation de la MV Java). 30 Mo d'espace disque. En raison d'un bug, l'installation ne démarre pas si la machine dispose de plus de 40 Mo de RAM.
  - Taille : 9.4 Mo[4]

## Configuration système (Apple Macintosh)
- Internet Explorer 5 pour Apple Macintosh[5]
  - Processeur PowerPC
  - Mac OS version 7.6.1 ou plus
  - 8 Mo de RAM
  - 12 Mo d'espace disque
  - QuickTime 3.0 ou plus
  - Open Transport 1.2 ou plus